# Dritter Hugenottenkrieg

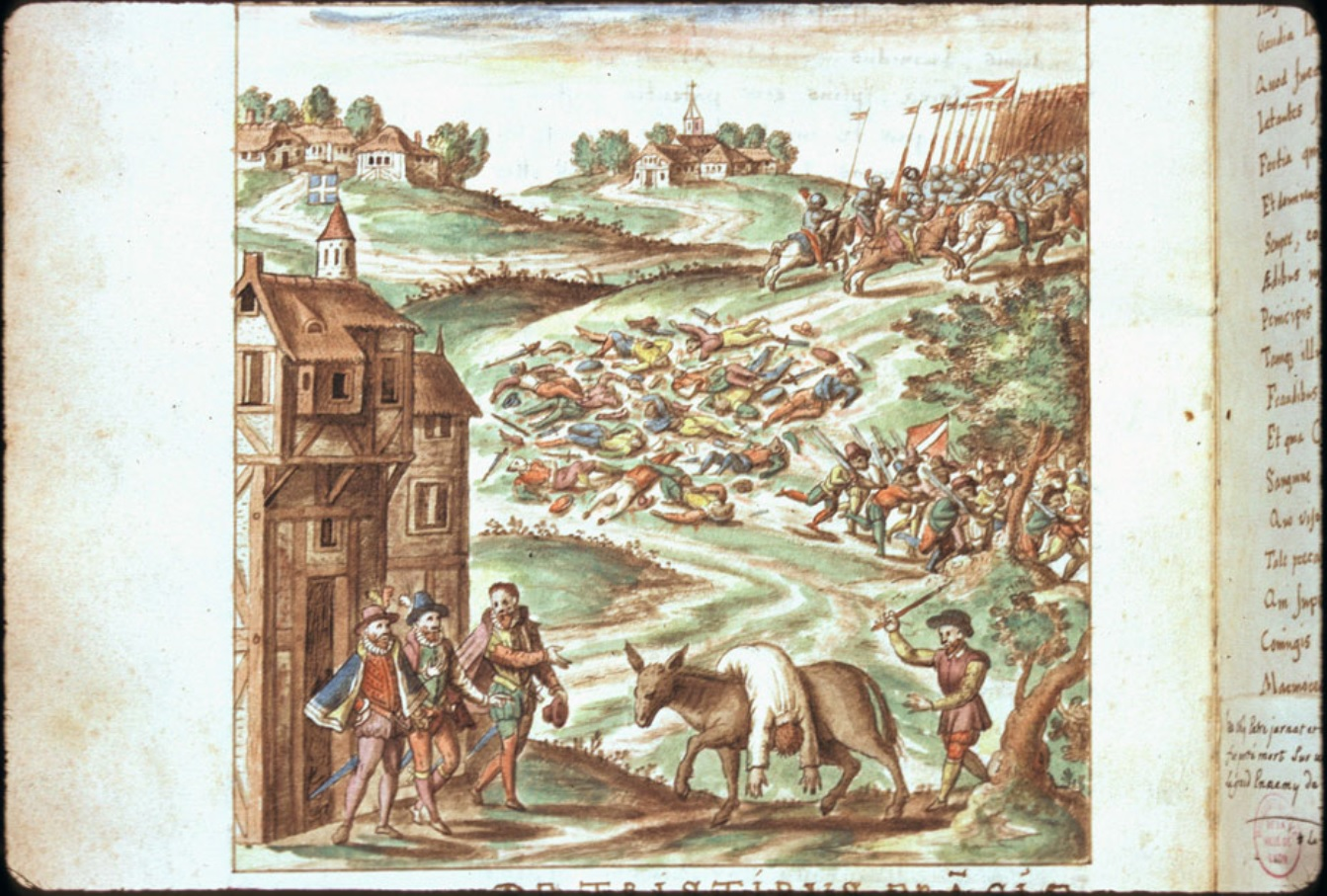
Polemische Darstellung der Schlacht von Jarnac: Im Vordergrund der Leichnam Condés auf einem Esel. Im Hintergrund die als „Affen des Teufels“ dargestellten toten und fliehenden Hugenotten (Carmen de tristibus Galliae - BM Lyon ms0156)

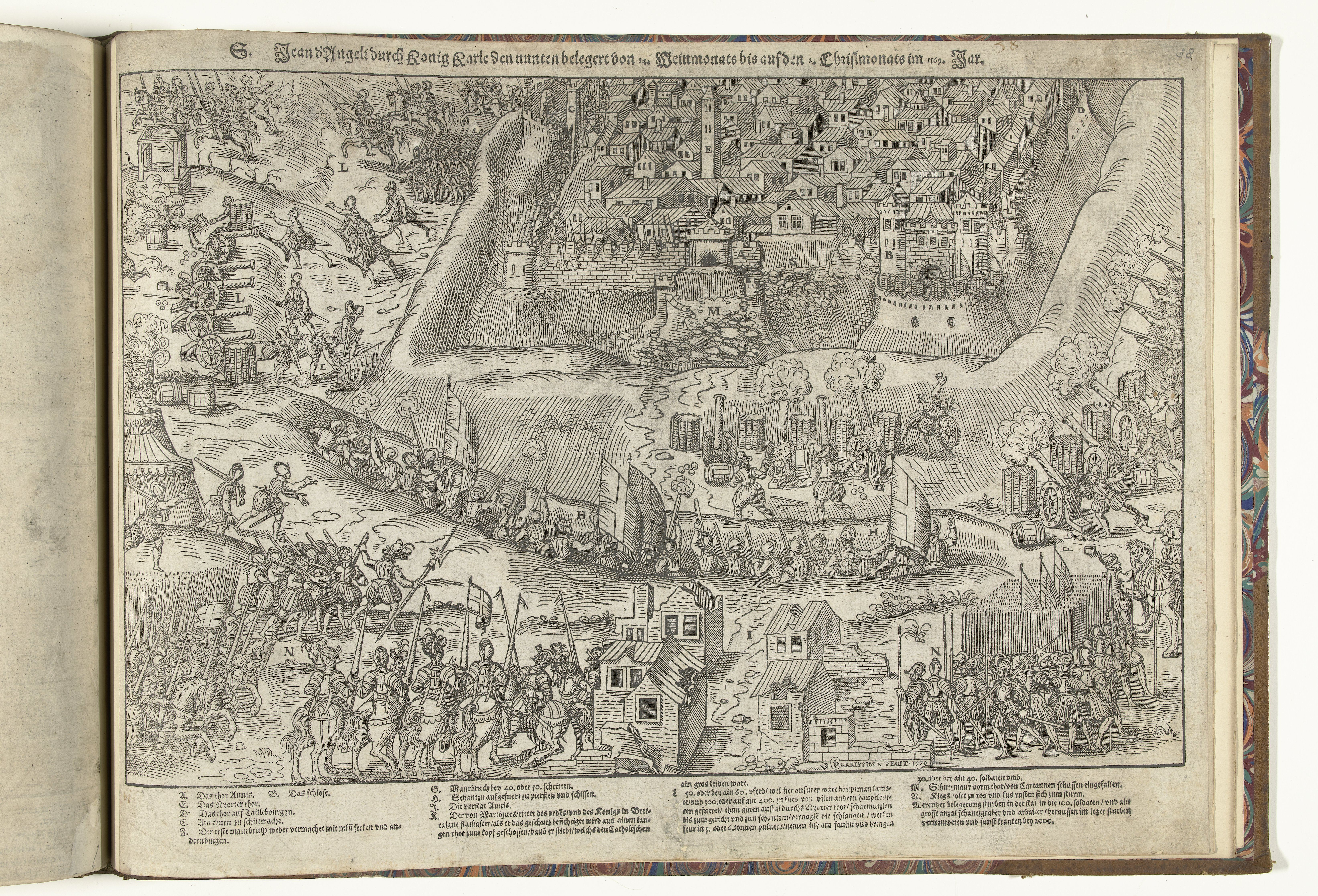
Belagerung von Saint-Jean d’Angély (Jean Perrissin, 1570)

Der Dritte Hugenottenkrieg (1568–1570) brach schon ein halbes Jahr nach dem Ende des Zweiten Hugenottenkriegs aus und führte erstmals zu größeren Kämpfen zwischen den französischen Protestanten, den Hugenotten, und der katholischen Partei. Beide Seiten agierten in diesem dritten französischen Religionskrieg mit großer Grausamkeit. In den Schlachten wurden hilflose Gegner häufig nicht gefangen genommen, sondern getötet. Angriffe aus der katholischen Landbevölkerung auf die protestantische Armee und Vergeltungsaktionen, um diese zu demoralisieren, waren außerdem kennzeichnend für diesen Krieg.

## Kriegsverlauf
Kriegstreiber auf katholischer Seite war der junge Herzog Heinrich von Guise, der nicht nur den früheren politischen Einfluss seiner Familie wiederherstellen, sondern auch den Mord an seinem Vater Herzog Franz I. von Guise rächen wollte.
Der Krieg begann im Herbst 1568. Anlass hierfür war die Publikation des Edikts von Saint-Maur, durch das die Hugenotten die Glaubensfreiheit aufgehoben sahen (23. September 1568). Ludwig I. von Bourbon-Condé und Gaspard II. de Coligny entschieden sich, Garnisonen in befestigte Städte in Südwestfrankreich zu legen: Angoulême, Castres, Cognac und Montpellier. Aus den Niederlanden wurden sie seit Kriegsbeginn durch Truppen unter Wilhelm von Oranien und Ludwig von Nassau unterstützt. Wolfgang von Pfalz-Zweibrücken kam den Hugenotten mit einem deutschen Söldnerheer zur Hilfe, das im Juni 1569 eintraf.
In der Schlacht von Jarnac siegte die königliche Armee unter Henri, duc d’Anjou am 13. März 1569 über die Hugenotten. Die königlichen Truppen, 20.000 Mann, überquerten die Charente nahe Châteauneuf und griffen die Nachhut der protestantischen Armee an, etwa 400 Soldaten. Der Hauptteil der Armee zog sich nach Cognac und Saintes zurück. Das waren keine gravierenden Verluste; Jarnac wurde durch den als erniedrigend empfundenen Tod Condés für die Hugenotten zu einer Niederlage: Condé, vom Pferd gestürzt und mit gebrochenem Bein, ergab sich zwei Adligen der königlichen Armee, d’Argence und St-Marc, die ihm versprachen, sein Leben zu schonen. Der Hauptmann der Wache, Montesquiou, wurde darauf aufmerksam, näherte sich von hinten und tötete Condé durch einen Kopfschuss. Der Leichnam wurde auf einem Esel nach Jarnac geschafft. Die Vergeltung für Jarnac war der Überraschungsangriff auf La Roche-L’Abeille; die Hugenotten töteten über 500 königliche Arkebusiere und machten fast keine Gefangenen. Im Périgord übten katholische Bauern unter Leitung ihrer Priester einige erfolgreiche Mordanschläge auf hugenottische Truppen unter Paul de Mouvans aus; Coligny befahl, die Bauern durch grausame Vergeltungsakte zu demoralisieren. Beispielsweise wurden in La Chapelle-Faucher 250 zufällig aufgegriffene Bauern zusammengetrieben und ermordet.
Der neue Feldherr der Hugenotten, Coligny, belagerte ohne Erfolg Poitiers. Bei Moncontour traf seine Armee wieder auf Anjou. In der Niederlage bei Moncontour am 3. Oktober 1569 übten die katholischen Truppen, insbesondere die Schweizer Landsknechte, Vergeltung für La Roche-L’Abeille. Coligny, selbst verwundet, verlor ein Drittel seiner Armee und zog sich mit dem Rest Richtung Languedoc zurück. Anjou verzichtete darauf, ihn zu verfolgen, und begann stattdessen eine aufwändige Belagerung der Hugenottenfestung Saint-Jean-d’Angély bei Saintes, die er nach großen Verlusten abbrechen musste. Dadurch hatte Coligny Zeit gefunden, seine Truppen zu reorganisieren. Im Languedoc trafen rund 4000 neue Söldner als Verstärkung ein, die verschiedene protestantische Fürsten rekrutiert hatten. Mit dieser Armee zog Coligny die Rhone aufwärts Richtung Burgund. Am 27. Juni 1570 siegte Coligny bei Arnay-le-Duc über die königliche Armee.   Dadurch verbesserte sich Colignys Position in den folgenden Friedensverhandlungen mit Katharina von Medici erheblich.
Der Krieg endete am 8. August 1570 mit dem Frieden von Saint-Germain. Die Bedingungen waren für die Hugenotten günstiger als in den Edikten von Amboise und Longjumeau. Erstmals nach rund einem Jahrzehnt wurden sie wieder als Teil der französischen Gesellschaft behandelt. Im Einzelnen:
- Zum ersten Mal überhaupt wurde der öffentliche protestantische Gottesdienst in bestimmten, namentlich genannten Städten legalisiert.
- Für die nächsten zwei Jahre wurde den Hugenotten die Kontrolle über vier Festungen zugestanden: Cognac, La Rochelle und Montauban im Südwesten und La Charité als Brückenkopf an der Loire. Mit La Rochelle besaßen sie zugleich einen Hafen.
- Außerdem wurden die Privilegien der protestantischen Adligen bestätigt und die Rückgabe konfiszierten Eigentums zugesichert.